# CEIP Cervantes
El CEIP Cervantes és un edifici de Lleida (Segrià) que forma part de l'Inventari del Patrimoni Arquitectònic de Catalunya.

## Descripció
Edifici adaptat a la topografia del terreny, amb diferents nivells (concretament tres) a causa del fort pendent. L'accés es realitza a través d'un porxo situat al nivell superior. En aquesta mateixa planta hi ha tres aules; al nivell intermedi, quatre més, amb una sortida a una terrassa; per acabar, a l'inferior -que enllaça amb el carrer-, hi ha una sala d'actes i els vestidors, que estan connectats mitjançant una rampa i un túnel amb la zona poliesportiva, a l'altra banda del carrer.